# تشاهو غنو بالا (أيسين)
تشاهو غنو بالا (بالفارسية: چاهوگنو بالا) هي مستوطنة تقع في إيران في قسم أيسين الريفي.